# Шилівська сільська рада (Збаразький район)
Шилі́вська сільська́ ра́да — адміністративно-територіальна одиниця та орган місцевого самоврядування у Збаразькому районі Тернопільської області. Адміністративний центр — село Шили.

## Загальні відомості
Шилівська сільська рада утворена в 1940 році.
- Територія ради: 19,85 км²
- Населення ради: 709 осіб (станом на 2001 рік)
- Територією ради протікає річка Самець

## Населені пункти
Сільській раді підпорядковані населені пункти:
- с. Шили
- с. Діброва

## Склад ради
Рада складається з 12 депутатів та голови.
- Голова ради: Мороз Степан Зеновійович
- Секретар ради: Лотоцька Галина Семенівна

### Керівний склад попередніх скликань
| Прізвище, ім'я, по батькові | Основні відомості                                                                                   | Дата обрання | Дата звільнення |
| --------------------------- | --------------------------------------------------------------------------------------------------- | ------------ | --------------- |
| Мороз Степан Зиновійович    | Сільський голова, 1966 року народження, член Української Народної Партії                            | 26.03.2006   | 31.10.2010      |
| Мороз Степан Зеновійович    | Сільський голова, 1966 року народження, освіта середня спеціальна, член Української Народної Партії | 31.10.2010   |                 |

Примітка: таблиця складена за даними сайту Верховної Ради України

### Депутати
За результатами місцевих виборів 2010 року депутатами ради стали:

#### За суб'єктами висування
| Суб'єкт висування         | Кількість обраних депутатів | %    |
| ------------------------- | --------------------------- | ---- |
| Самовисування             | 11                          | 91,7 |
| Українська Народна Партія | 1                           | 8,3  |

#### За округами
| № округу                  | Прізвище, ім'я, по батькові  | Дата визнання обраним | Освіта  | Партійна приналежність | Відомості про обраного депутата |
| ------------------------- | ---------------------------- | --------------------- | ------- | ---------------------- | ------------------------------- |
| Українська Народна Партія |                              |                       |         |                        |                                 |
| 3                         | Лотоцька Галина Семенівна    | 02.11.2010            | середня | позапартійна           | Шилівська с.р.                  |
| Самовисування             |                              |                       |         |                        |                                 |
| 1                         | Кулинич Володимир Васильович | 02.11.2010            | середня | позапартійний          | Укртелеком, майстер             |
| 2                         | Лотоцький Юрій Михайлович    | 02.11.2010            | середня | позапартійний          | пенсіонер                       |
| 4                         | Олійник Наталія Степанівна   | 02.11.2010            | середня | позапартійна           | «Борднетне-Україна»             |
| 5                         | Циба Галина Іванівна         | 02.11.2010            | середня | позапартійна           | «Борднетне-Україна»             |
| 6                         | Порохняк Ірина Зіновіївна    | 02.11.2010            | середня | позапартійна           | Шилівська с.р., землевпорядник  |
| 7                         | Гевко Ольга Богданівна       | 02.11.2010            | середня | позапартійна           | Шилівська с.р., бухгалтер       |
| 8                         | Демидук Леонід Вікторович    | 02.11.2010            | середня | позапартійний          | тимчасово не працює             |
| 9                         | Деркач Анатолій Петрович     | 02.11.2010            | вища    | позапартійний          | тимчасово не працює             |
| 10                        | Данилюк Дмитро Петрович      | 02.11.2010            | середня | позапартійний          | тимчасово не працює             |
| 11                        | Пилипчук Людмила Михайлівна  | 02.11.2010            | середня | позапартійна           | тимчасово не працює             |
| 12                        | Мазій Володимир Орестович    | 02.11.2010            | середня | позапартійний          | тимчасово не працює             |